# 奥川晃弘
奥川 晃弘（おくかわ あきひろ）は、テレビ朝日ビジネスソリューション本部インターネット戦略局長である。

## 来歴・人物
平城隆司（現：静岡朝日テレビ代表取締役社長、前：常務取締役総合編成局担当、元：取締役編成制作局長）、河口勇治（現：広報局次長、元：編成業務部長）の元でプロデューサーやチーフディレクターを担当。
2008年7月にチーフプロデューサーに昇格し、河口CPが担当してた番組を一部引き継いだ。
2009年7月にはゼネラルプロデューサーに昇格。
2013年7月からは、担当番組を本部純、粟井淳、奥田創史、樋口圭介GPに引き継がせ、自身は企画に肩書きを変更した。
2014年7月からは、編成制作局→総合編成局に改称。
2016年7月からは、制作2部長に昇進した。
2021年7月からは、局次長兼務に昇進した。
2022年7月からは、制作2部長の兼務を解き、総合編成部長に昇進した。後任の制作2部長は樋口圭介。
2023年7月からは、西新の後任としてコンテンツ編成局長に昇進した。後任の総合編成部長は河野太一。
2025年7月からは、インターネット戦略局長に昇進した。後任のコンテンツ編成局長は寺田伸也。

## 過去の担当番組

### 企画
レギュラー
- これぞ!ニッポン流!（以前はゼネラルプロデューサー）
- 言いにくいことをハッキリ言うTV
- キス濱テレビ
- もしものシミュレーションバラエティー お試しかっ!（以前はプロデューサー → CP → GP）
- 関ジャニの仕分け∞
- Kis-My-Ft2 Presents オフィスラーニングバラエティ OLくらぶ
- 紅リサーチ
- 初めて○○やってみた
- 林修の今でしょ!講座（2013年10月からは、「お願い!ランキング」月曜の1コーナーで「林修先生の今やる!ハイスクールとして放送）
- タカアンドトシの道路バラエティ!? バスドラ
- あの遊びをバージョンアップ! キスマイGAME
- 女の体当たりサーチ番組 なぜ?そこ?
- 夏目と右腕
- ヤーヌス
- キスマイ魔ジック
- 聞きにくい事を聞く
- お坊さんバラエティ ぶっちゃけ寺
- はくがぁる
- 橋下×羽鳥の番組
- キスマイレージ
- バクモン学園
- Chou chou
- 中居正広の身になる図書館
- ポルポ
- アニマルエレジー
- お笑い実力刃
- お願い!ランキング（以前はゼネラルプロデューサー）
- クイズプレゼンバラエティー Qさま!!（以前はゼネラルプロデューサー・演出兼務）
- 10万円でできるかな
- 中居正広のニュースな会→中居正広のキャスターな会
- 証言者バラエティ アンタウォッチマン!

特番
- NGスクール（2013年11月17日）
- タカアンドトシ&茂木健一郎のもしものドッキリで脳みそをダマしちゃうぞ!!SP（2013年11月24日）
- テレ朝SMAPバラエティ部 スマシプ
- 覗いてみた3つのドア（2014年12月30日）
- だんくぼ
  - だんくぼ・彩
- ドラえもん知識王No.1決定戦SP（2014年8月1日）

### 統括
- 世界ルーツ探検隊
- 世界が驚いたニッポン! スゴ〜イデスネ!!視察団
- アナ行き!
- かみひとえ
- タモリステーション
- まさかのルールはなぜできた!? 作画プレゼン!刺さルール
- 声優パーク建設計画VR部
- 通販だけ生活→春菜ザキさんのタダの通販じゃねーよ!
- 今夜、誕生!音楽チャンプ
- 古舘トーキングヒストリー
- EXI怒

### ゼネラルプロデューサー・演出
- お願い!ランキングGOLD presents 眠れる才能テスト

### ゼネラルプロデューサー
レギュラー
- 賢コツ!!（以前はプロデューサー → CP）
- 「ぷっ」すま
- SmaSTATION!!（以前はプロデューサー）
- 濱キス
- ブラマヨとゆかいな仲間たち アツアツっ!
- ストライクTV
- キス濱ラーニング
- 侃侃諤諤

特番
- SMAP☆がんばりますっ!!
- 芸能人雑学王決定戦（2012年3月 - ）
- 爆笑問題の検索ちゃん 芸人ちゃんネタ祭り（2011年 - ）

### プロデューサー・演出
- 快感MAP
  - 大胆MAP
- ガチンコ視聴率バトル

### プロデューサー
- 決定!これが日本のベスト100（以前はチーフディレクター）
- いきなり!黄金伝説。
- 雑学家族（以前はゼネラルプロデューサー）

### チーフディレクター
- 白黒ジャッジバラエティ 中居正広の怪しい噂の集まる図書館（以前はゼネラルプロデューサー・演出）

## 奥川班
- 樋口圭介（「Qさま!!」「お願い!ランキング」プロデューサー → ゼネラルプロデューサー）
- 本部純（「お試しかっ!」「だんくぼ」プロデューサー → ゼネラルプロデューサー）
- 奥田創史（「SmaSTATION!!」「怪しい噂の集まる図書館」プロデューサー → ゼネラルプロデューサー）
- 友寄隆英（「お試しかっ!」PD「黄金伝説」ゼネラルプロデューサー）
- 甲斐候一（「Qさま!!」「お試しかっ!」プロデューサー）
- 船引貴史（元音楽番組班、「お願い!ランキング」PD「ストライクTV」プロデューサー）
- 荻野健太郎（「ストライクTV」プロデューサー「お願い!ランキング」PD、現在は奥田創史班に所属）
- 松井正樹（「お願い!ランキング」「キス濱ラーニング」プロデューサー、現在は山下浩司班に所属）
- 梶山貴弘（「だんくぼ」「お願い!ランキング」プロデューサー）
- 奥村篤人（元藤井智久班、「だんくぼ」チーフディレクター、「ミになる図書館」PD、現在は奥田創史・本部純班に所属）
- 金丸貴文（「Qさま!!」「お試しかっ!」ディレクター）
- 木津優（「お願い!ランキングGOLD」チーフディレクター）
- 米田裕一（「ミになる図書館」「キス濱ラーニング」ディレクター、現在は友寄隆英班に所属）
- 芦田太郎（「お願い!ランキング」「だんくぼ」ディレクター、現在は粟井淳班に所属）